# Ferula sugatensis
Ferula sugatensis är en flockblommig växtart som beskrevs av M.S. Bajtenov. Ferula sugatensis ingår i släktet stinkflokesläktet, och familjen flockblommiga växter. Inga underarter finns listade i Catalogue of Life.